# Emiliana (romanzo)
Emiliana è un romanzo di Giuseppe Pederiali del 1997. 

## Trama
Il romanzo è diviso in due parti di tredici capitoli l'una, la prima intitolata Margherita, la seconda Emiliana.

### Margherita
Margherita Gnoli, rampolla di una decaduta famiglia nobiliare di Finale nel Ducato di Modena, ha una tresca con Rubino Ventura, suo concittadino di origine ebraica che ha servito nelle armate di Napoleone. Poiché in Oriente gli ex ufficiali napoleonici sono molto richiesti dai sovrani locali che desiderano modernizzare i propri eserciti, Rubino si reca prima a Costantinopoli poi in India, piantando in asso Margherita, rimasta incinta all'insaputa del suo amante. Questa accetta allora di sposare al più presto Matteo Sansilvestri, un uomo ultraquarantenne timido e impacciato con le donne, anch'egli di nobile famiglia. Dopo il matrimonio i due si stabiliscono in una proprietà dei Sansilvestri a Scortichino, dove Margherita dà alla luce una bambina, a cui viene messo il nome di Emiliana.
Dopo un inverno particolarmente nevoso che costringe gli sposi, la loro figlia e i loro servitori a vivere in isolamento pressoché totale, Giuseppe Sansilvestri, padre di Matteo, chiama figlio, nuora e nipote a vivere presso di lui in città a Finale. Qui Margherita ha dei comportamenti che sono considerati sconvenienti dai più: fa delle passeggiate sui tetti (coinvolgendo anche il marito, per il quale inizia a provare un sincero affetto malgrado la sua goffaggine) e si fa vedere al mercato scalza e in camicia da notte.
Durante una battuta di caccia nel Bosco della Saliceta a cui partecipano esponenti della migliore società della Bassa Modenese, il cacciatore Giannino Munarini fa un'allusione al fatto che Emiliana possa essere figlia di Rubino Ventura anziché di Matteo Sansilvestri. Questi allora lo sfida a duello; malgrado la sfida debba concludersi al primo sangue, per accidente Matteo perde la vita. Saputolo, Margherita fugge di casa. Molti giorni dopo viene ricoverata, in preda ad amnesia, all'Ospedale San Lazzaro, il manicomio di Reggio. Il dottor Zanetti, direttore della struttura, colpito dalla sua avvenenza e dai suoi modi educati, capisce che non si tratta di una poveraccia e la tratta con riguardo, dandole il nome fittizio di Agostina Voi. Pietrino Gnoli, fratello di Margherita, nel corso delle ricerche della sorella si reca anche all'Ospedale San Lazzaro, ma finge di non riconoscerla per poter disporre a proprio piacimento della sua eredità finché Emiliana non sarà cresciuta abbastanza da poterla reclamare.

### Emiliana
Poco dopo aver completato la propria educazione in convento, Emiliana Sansilvestri sposa il conte Rinaldo Borsari, appartenente ad una famiglia arricchitasi con il commercio e invischiata nella politica del Ducato, sia coi legittimisti che coi rivoluzionari: Rinaldo infatti fa parte dei Supremi Maestri Perfetti. Per conto di questa setta intende recarsi a Parigi per prendere contatto con ex militari napoleonici, e desidera portare con sé la moglie. Emiliana inizialmente non è entusiasta del viaggio, ma cambia radicalmente atteggiamento quando scopre una lettera, indirizzata a sua madre molti anni prima, firmata Jean-Baptiste Ventura (il nome con cui si fa chiamare in Francia Rubino).
A Parigi, Emiliana fa una visita a sorpresa al suo vero padre, facendosi passare per la propria madre: Ventura ne rimane assai turbato. Lo rivede il giorno successivo in compagnia di suo marito e degli altri modenesi, dai quali è presentata con la sua vera identità. Né lei né Rubino fanno trapelare alcunché del loro incontro precedente.
Di nuovo a Finale, durante il Carnevale Emiliana scopre che Rinaldo la tradisce con la serva Mariuccia: da quel momento perde la fiducia nei confronti del marito e si dedica appassionatamente alla promozione di attività teatrali. In seguito alla distruzione per incendio del Teatro Aliprandi di Reggio, decide di assistere alla "recita dei pazzi" messa in scena dai ricoverati dell'Ospedale San Lazzaro. Emiliana e i suoi accompagnatori sono colpiti dalla somiglianza con una delle comparse, la ricoverata nota come Agostina Voi. Il dottor Zanetti acconsente a fargliela incontrare, benché gli dispiaccia che gli venga portata via qualora la sua vera identità venisse accertata. Emiliana riconosce sua madre e la conduce con sé nella tenuta di Scortichino, che ha eretto a propria dimora preferita.

## Opere correlate
Nel capitolo VI Margherita ascolta un racconto di una cantastorie ai contadini, assembrati nel filò nella stalla di Scortichino, su un'avventura del re mago Baldassarre nella Pianura Padana. Ciò costituisce un rimando al precedente romanzo di Pederiali Il re di Saba, il cui protagonista è Baldassarre.

## Critica
Per il critico e studioso dell'opera di Pederiali Giovanni Negri, sebbene la storia sia sostanzialmente realistica, non le è estranea la dimensione fiabesca propria di tanti altri lavori dell'autore, tramite le fole raccontate da alcuni dei personaggi.

## Edizioni
- Giuseppe Pederiali, Emiliana, collana Narratori Giunti, Firenze, Giunti, 1997, ISBN 88-09-21051-4.
- Giuseppe Pederiali, Emiliana, collana Giunti compact, Milano, Giunti, 2002, ISBN 88-09-01838-9.